# Hipposideros stenotis
Hipposideros stenotis är en fladdermusart som beskrevs av Thomas 1913. Hipposideros stenotis ingår i släktet Hipposideros och familjen rundbladnäsor. IUCN kategoriserar arten globalt som livskraftig. Inga underarter finns listade i Catalogue of Life.
Arten förekommer med två från varandra skilda populationer i norra Australien samt på mindre australiska öar. Den lever i regioner med sandstensklippor som är täckta av varierande växtlighet, bland annat med träd av släktet Melaleuca. Individerna vilar i grottor, i gruvor och i bergssprickor. De sover där ensam eller i par.